# Nico Hillenbrand
Nico Hillenbrand (* 25. Mai 1987 in Heidelberg) ist ein ehemaliger deutscher Fußballspieler.

## Karriere

### Verein
Nico Hillenbrand begann seine Karriere beim VfB Rauenberg in der Nähe von Heidelberg. Über den Nachwuchs des SV Sandhausen kam er in die Jugend des Karlsruher SC, wo er lange Zeit in verschiedenen Jugendmannschaften spielte. In der Saison 2002/03 wechselte er in die Jugend von Borussia Dortmund, wo er zunächst noch im Jugendbereich spielte. Zur Saison 2004/05 gelang ihm der Sprung in die 2. Mannschaft der Borussen, mit der er allerdings ohne einen Einsatz bestritten zu haben den Abstieg in die Oberliga Westfalen verkraften musste. In der Oberligasaison 2005/06 avancierte er zum Stammspieler und absolvierte 19 Spiele. Nach dem Wiederaufstieg in die Regionalliga Nord konnte Hillenbrand seinen Stammplatz verteidigen und war sogar Teil des Profikaders; in der Bundesliga kam Hillenbrand 2006/07 nicht zum Zuge, während er in der Regionalliga auf 32 Einsätze kam. Zur Saison 2007/08 wurde Hillenbrand zunächst wieder zu den Amateuren zurückversetzt, gehörte im Laufe der Saison dennoch mehrfach dem Kader der ersten Mannschaft an und gab am 15. Dezember im Spiel des BVB beim VfL Wolfsburg sein Bundesligadebüt, als er in der 67. Spielminute für Nelson Valdez beim Stand von 0:3 gegen den BVB eingewechselt wurde. Ab der Saison 2009/10 spielte Hillenbrand wieder beim SV Sandhausen. Er unterschrieb dort einen Vertrag bis 30. Juni 2011. Nach einer Saison rutschte er in die Reserve-Mannschaft des SV Sandhausen und verließ den Verein im Sommer 2011. Nachdem er zunächst vereinslos war schloss er sich im Januar 2012 dem Oberligisten FC-Astoria Walldorf an. Mit dem FC-Astoria stieg Hillenbrand 2014 in die Regionalliga Südwest auf und nahm zudem am DFB-Pokal teil. Beim 1:3 in der 1. Hauptrunde gegen Hannover 96 erzielte er den Ehrentreffer. 2015 wechselte er zum Oberligisten SC Hauenstein. Mit dem Verein scheiterte er als Vizemeister in der Aufstiegsrunde zur Regionalliga. Im Sommer 2016 kehrte er zum FC-Astoria Walldorf zurück. Dort traf Hillenbrand in der 2. Runde des DFB-Pokals im Spiel gegen den Bundesligisten Darmstadt 98 zum 1:0 und zog mit dem Regionalligisten überraschend ins Achtelfinale des DFB-Pokals ein. Anschließend wurde er vom DFB zum Man of the Match gewählt. Im Sommer 2023 beendete der Spieler nach fast 200 Pflichtspielen für Walldorf mit 36 Jahren seine aktive Karriere.

### Nationalmannschaft
Im Juni 2003 absolvierte Hillenbrand zwei Testspiele für die deutsche U-16-Nationalmannschaft gegen die USA (3:0) und Italien (0:2).

## Erfolge
- Badischer Pokalsieger: 2011, 2014
- Südwest-Pokalsieger: 2016